# الكويت (سلسلة قانصوه)
الكويت هي مجموعة من حوالي 40 لوحة رسمها نبيل قانصوه في عامي 1990 و1991 عن حرب الخليج وغزو العراق للكويت. عُرضت الأعمال في السلسلة لأول مرة في الكويت في مارس - أبريل 1992 في مركز فري أتيليه للفنون وسافرت في يونيو إلى كاراكاس لمعرض خاص في قصر الحكومة تكريماً لزيارة أمير الكويت إلى فنزويلا. ثم انتقل المعرض إلى جنيف وأُقيم في متحف الصليب الأحمر ‏ في يوليو - أغسطس 1992.

## روابط خارجية
- أعمال مختارة